# North Algona Wilberforce (Ontario)
North Algona Wilberforce to gmina (ang. township) w Kanadzie, w prowincji Ontario, w hrabstwie Renfrew.
Powierzchnia North Algona Wilberforce to 378,47 km².
Według danych spisu powszechnego z roku 2001 North Algona Wilberforce liczy 2729 mieszkańców (7,21 os./km²).